# Juan Miguel Mercado
Juan Miguel Mercado Martin (født 7. juli 1978 i Armilla) er en spansk tidligere professionel cykelrytter. Han har cyklet professionelt siden 1998. Og fra 2006 til 2007 har han kørt for holdet Agritubel.
Mercado vandt 18. etape under Tour de France 2004. Han fik en ny etapesejr i verdens mest berømte etapeløb i 2006, da han overraskende gik til tops på den første bjergetape efter et tidligt udbrud sammen med bl.a. Cyril Dessel (Ag2r Prévoyance).